# صبح کارناوال
«صبح کارناوال» (به پرتغالی: Manhã de Carnaval) ترانه‌ای با آهنگسازی لوئیز بونفا و شعری از آنتونیا ماریا است. این قطعه در ابتدا به‌عنوان موسیقی متن فیلم اورفه سیاه (۱۹۵۹) به کارگردانی مارسل کامو استفاده شد و از آن زمان بارها توسط خوانندگان مختلف بازخوانی شده‌است.
با وجود این‌که مارسل کامو ابتدا مخالف گنجاندن «صبح کارناوال» در فیلمش بود اما در نهایت این قطعه در چند سکانس از فیلم استفاده شد و با وجود قطعاتی دیگر از آنتونیو کارلوس ژوبیم و وینیسیوس دی مورائس، تبدیل به تم اصلی «اورفهٔ سیاه» شد. در بعضی قسمت‌ها شخصیت‌های فیلم آن را می‌خوانند یا زمزمه می‌کنند و در بخش‌هایی دیگر نسخهٔ اینسترومنتال آن استفاده شده‌است. پیرو استقبالی که از فیلم اورفهٔ سیاه شد و موفقیت‌هایی که در جشنواره‌های محتلف به‌دست‌آورد، «صبح کارناوال» هم شنوندگان زیادی پیدا کرد.
این قطعه یکی از اولین ترانه‌های بوسا نوا بود که در خارج از برزیل و به‌خصوص در ایالات متحدهٔ آمریکا محبوب شد. «صبح کارناوال» به‌همراه قطعهٔ «Samba de Orpheus» (دیگر ساختهٔ بونفا که آن‌هم به‌عنوان موسیقی متن فیلم کامو استفاده شده) حداقل سه سال پیش از آن‌که ترانه‌های ژوبیم در سطح بین‌المللی مطرح شوند، در خارج از برزیل مخاطب پیدا کردند و راه را برای اولین موج موسیقی برزیلی هموار کردند.